# 1825 no Brasil
Esta é uma cronologia dos fatos acontecimentos de ano 1825 no Brasil.

## Incumbente
- Imperador – D. Pedro I (1822–1831)

## Nascimentos
- 2 de dezembro: Dom Pedro II, Imperador do Brasil de 1831 a 1889, nascido na cidade de Rio de Janeiro.

## Mortes
- 13 de janeiro: Frei Caneca, religioso e político que iniciou a Confederação do Equador em 2 de julho de 1824, morreu executado no Forte de São Tiago das Cinco Pontas (n. 1779).